# Xylopia fananehanensis
Xylopia fananehanensis Cavaco & Keraudren – gatunek rośliny z rodziny flaszowcowatych (Annonaceae Juss.). Występuje endemicznie we wschodniej części Madagaskaru.

## Morfologia
PokrójZimozielone drzewo dorastające do 15–20 m wysokości. Młode pędy są owłosione.
LiścieMają owalnie eliptyczny kształt. Mierzą 9–10 cm długości oraz 4–4,5 szerokości. Są lekko owłosione od spodu. Nasada liścia jest rozwarta. Wierzchołek jest spiczasty. Ogonek liściowy jest owłosiony i dorasta do 8 cm długości.
KwiatySą pojedyncze. Rozwijają się w kątach pędów. Działki kielicha są owłosione, mają trójkątny kształt i dorastają do 3 mm długości. Płatki mają lancetowaty kształt i dorastają do 15–25 mm długości. Są owłosione, prawie takie same. Słupków jest do 7. Są owłosione i mierzą 2 mm długości.
OwoceZłożone z jajowatych rozłupni.